# La laguna negra (película)
La laguna negra es una película de cine española dirigida por Arturo Ruiz Castillo.

## Argumento
Esta película narra la leyenda de un poema de Antonio Machado sobre los hijos de Alvargonzález, que tras asesinar a su padre, se deshicieron del cuerpo hundiéndolo en la Laguna Negra. La película comienza con una voz en off perteneciente a la víctima, en la que les recrimina sus actos, movidos por la codicia, por adelantar la herencia de las tierras que tan duramente ha conseguido a lo largo de su vida, y que en definitiva iban a ser para ellos cuando muriera. Los maldice y les augura malas cosechas todos los años, y en general, mala suerte en sus vidas:
Los hermanos Juan y Martín, con el conocimiento de la mujer de este último, matan y tiran a su padre a la laguna. La otra nuera de la víctima y su esposa no saben nada, pero esta se imagina lo que realmente ha ocurrido. El pueblo lo da por desaparecido.
Martín y su esposa son más fríos, mientras que a Juan le acompaña el remordimiento, y hasta escucha voces de su padre.
Un mendigo que pasaba por la laguna con su perro encuentra el reloj del abuelo y se lo queda para venderlo. Otro testigo les reprocha haberlos visto solos por la laguna el día del crimen, cuando un rato antes los había visto a los tres juntos. Sus fatales sospechas las hará públicas, y los dos parricidas para defenderse acusan al mendigo del crimen, al ver que llevaba el reloj de su padre.

## Premios
Octava edición de las Medallas del Círculo de Escritores Cinematográficos
| Categoría                           | Persona            | Resultado |
| ----------------------------------- | ------------------ | --------- |
| Medalla a la mejor actriz principal | María Jesús Valdés | Ganadora  |
| Mejor actor secundario              | Félix Fernández    | Ganador   |
| Mejor música                        | Jesús García Leoz  | Ganador   |